# Young M.A
Young M.A, pseudonimo di Katorah Marrero (Brooklyn, 3 aprile 1992), è una rapper statunitense.

## Biografia
Katorah Marrero è nata da madre giamaicana e padre portoricano. Il padre è stato arrestato quando la rapper aveva soltanto un anno ed è stato liberato quando lei aveva compiuto gli 11 anni. Si era intanto trasferita con la madre ed il fratello in Virginia, dove ha iniziato a giocare a calcio. Nel 2010 si è diplomata alla Sheepshead Bay High School.
Nel 2014 ha acquisito notorietà grazie ad un post Facebook che criticava il suo freestyle Brooklyn Chiraq, rendendolo tuttavia virale sul web. Nel 2015 ha pubblicato la canzone Body Bag, definita da Rolling Stone "un successo di YouTube", seguita dal mixtape Sleep Walkin.
Nel 2016 ha pubblicato il singolo Ooouuu, che ha raggiunto il numero 19 nella Billboard Hot 100 statunitense e che è stato certificato quadruplo disco di platino in patria. È stata inoltre ampiamente remixata da altri artisti hip hop come Remy Ma, French Montana, Nicki Minaj, Jadakiss, Uncle Murda, ASAP Ferg, Bryan Mathers e Tink. Il 27 settembre 2019 è stato reso disponibile il suo album di debutto Herstory in the Making. Il disco ha debuttato alla 16ª posizione della Billboard 200.
Nel 2020 compare nell'album Music to Be Murdered By di Eminem nel brano Unaccomodating.

## Discografia

### Album in studio
- 2019 – Herstory in the Making
- 2021 – Off the Yak

### EP
- 2017 – Herstory

### Mixtape
- 2015 – M.A The Mixtape
- 2015 – Sleep Walkin'
- 2020 – Red Flu

### Singoli

#### Come artista principale
- 2015 – Body Bag
- 2016 – Ooouuu
- 2016 – Hot Sauce
- 2017 – Walk
- 2018 – Praktice
- 2018 – PettyWap
- 2018 – Car Confessions
- 2018 – Wahlinn
- 2018 – Bleed
- 2019 – Stubborn Ass
- 2019 – Big
- 2019 – PettyWap 2
- 2020 – 2020 Vision

#### Come artista ospite
- 2015 – Murder Game (con Statik Selektah, Smif-N-Wessun e Buckshot)
- 2016 – Hella Bars (con C.A.S.H Montana e Young Neez)
- 2016 – Thot (con Uncle Murda e Dios Moreno)
- 2016 – 30 (con Project Pat, Coca Vango e Big Trill)
- 2016 – Spend It (Remix) (con Dae Dae e Young Thug)
- 2017 – F.B.G.M. (con T-Pain)
- 2017 – Pump Fakin (con Pras Michel)